# Sisteron
Sisteron (Occitan: Sisteron trong quy phạm kinh điển hay Sisteroun trong quy phạm Mistralian) là một xã ở tỉnh Alpes-de-Haute-Provence, vùng Provence-Alpes-Côte d'Azur ở đông nam nước Pháp. Người dân ở đây được gọi là 'Sisteronnais'.